# Yordan Lechkov
Yordan Yankov Lechkov - em búlgaro, Йордан Янков Лечков (Sliven, 9 de julho de 1967) é um ex-futebolista e político búlgaro.

## Carreira
Facilmente reconhecido pela calvície, Lechkov foi um dos mais talentosos jogadores da Bulgária.  De personalidade difícil, destacou-se no Hamburgo, onde jogou quatro temporadas. Antes, havia passado por Sliven e CSKA Sófia.
É mais lembrado pela cabeceada fulminante com que marcou o gol da vitória de virada da Bulgária contra os favoritos alemães, na Copa de 1994, quando a Seleção Búlgara, que já tinha ido a quatro Copas sem vencer uma única partida, fez uma histórica campanha em que terminou na quarta colocação. Lechkov era justamente jogador do clube alemão na época. Chegou a disputar a Eurocopa de 1996, mas a equipe cairia na primeira fase. Deixou a Seleção após não ter sido convocado para a Copa de 1998. Em 9 anos, Lechkov disputou 45 jogos e marcou 5 gols.
Após passagens com pouco destaque por Olympique de Marseille, Beşiktaş e novamente CSKA Sófia, Lechkov decidiu encerrar a carreira em 2004, de volta ao Sliven. Já aposentado, tornou-se empresário do ramo hoteleiro e de academia de futebol. Foi também prefeito de sua cidade natal, Sliven.